# Erich Hillbrand
Erich Wilhelm Hillbrand (* 30. April 1926 in Wien; † 5. September 2024 ebenda) war ein österreichischer Historiker. Er war Direktor des Verkehrs- und des Kriegsarchivs in Wien.

## Leben
Hillbrand wurde 1926 als Sohn eines Schriftsetzers geboren. Er besuchte die Oberschule Wien XVII. 1944/45 leistete er Kriegsdienst und geriet in Kriegsgefangenschaft. Ab 1946 besuchte er das RG Bruck/Mur. Danach studierte er Geschichte und Geographie an der Universität Wien. 1950 wurde er Projektmitarbeiter der Österreichischen Akademie der Wissenschaften. 1953 wurde er bei Alfons Lhotsky über „Das Ungeld in Nieder- und Oberösterreich vom 13. bis zum 19. Jahrhundert“ zum Dr. phil. promoviert.
1955/56 arbeitete er an den Linzer Regesten in Kremsmünster, Linz und Wels. 1956 wurde er Beamter des gehobenen Fachdienstes in der Kartensammlung der Abteilung Kriegsarchiv/Österreichisches Staatsarchiv in Wien. Von 1965 bis 1968 absolvierte er den Kurs am Institut für Österreichische Geschichtsforschung in Wien (Prüfungsarbeit bei Erich Zöllner). 1987 wurde er Direktor der Abteilung Verkehrsarchiv (bis 1989) und 1989 der Abteilung Kriegsarchiv. 1992 trat der Hofrat in den Ruhestand.
Hillbrand, Mitglied der Commission Autrichienne d’Histoire Militaire, war Autor mehrerer Beiträge in der Neuen Deutschen Biographie und im Österreichischen Biographischen Lexikon 1815–1950.
Hillbrand war mit der Historikerin Friederike Hillbrand-Grill (1931–2015) (n. 600.)verheiratet und Vater eines Kindes. Er wurde am Grinzinger Friedhof bestattet.
Erich Hillbrand wurde mit Wirkung vom 1. Januar 1974 zum Archivoberrat
am österreichischen Staatsarchiv, Abteilung Kriegsarchiv, ernannt, (n. 669.)

## Schriften (Auswahl)
- Die Einschliessung von Linz. 1741/1742 (= Militärhistorische Schriftenreihe. H. 15). Österreichischer Bundesverlag für Unterricht, Wissenschaft und Kunst, Wien 1970.
- Die Türme von Linz. Erzherzog Maximilians Festungssystem für die Monarchie. Archiv der Stadt Linz, Linz 1985.
- Die Gefechte bei Feldkirch 1799 und der Kampf um Vorarlberg bis 1801 (= Militärhistorische Schriftenreihe. H. 52). Bundesverlag, Wien 1985, ISBN 3-215-05540-6.
- Das Kriegsarchiv von 1945 bis zur Jahrtausendwende. MÖStA 49 (2001) S. 41–58.
- mit Peter Broucek, Fritz Vesely: Prinz Eugen. Feldzüge und Heerwesen. Deuticke, Wien 1986, ISBN 3-7005-4561-4.